# Гористовка (Мордовия)
Гористовка — село в Кадошкинском районе Мордовии в составе Кадошкинского городского поселения.

## География
Находится на расстоянии примерно 3 километров по прямой на восток от районного центра города Кадошкино.

## История
Упоминается с 1914 года как Хованский выселок Одинцовой или «новая Хованщина, Гористовка, Морозовка, Мурзинка тож» с 50 дворами. Ныне полузаброшено, некоторые приусадебные участки обрабатываются.

## Население
| 2002 | 2010 |
| ---- | ---- |
| 5    | ↘0   |

Постоянное население составляло 5 человек (русские 100 %) в 2002 году, 0 в 2010 году.